# Прапор Білого Каменя (Золочівський район)
Прапор Білого Каменя — один з офіційних символів села Білий Камінь, Золочівського району Львівської області.
Автор — Андрій Гречило.

## Історія
Прапор затвердила сесія сільської ради рішенням від 3 листопада 1993 року.

## Опис
Квадратне полотнище, на білому тлі червоний прямий хрест (ширина рамен рівна 1/5 сторони прапора); по периметру йде синя лиштва з жовтими квадратами (ширина лиштви становить 1/10 сторони прапора).

## Зміст
Святий Юрій є покровителем містечка і відомий ще з міського герба ХVІІІ ст. На прапорі подано юріївський хрест. Біле поле уособлює назву села.
Квадратна форма полотнища відповідає усталеним вимогам для муніципальних прапорів (прапорів міст, селищ і сіл).